# Muang Nambak
Muang Nambak är ett distrikt i Laos.   Det ligger i provinsen Louang Prabang, i den nordvästra delen av landet, 290 km norr om huvudstaden Vientiane.